# Emden (1925)
«Э́мден» (нем. Emden) — немецкий лёгкий крейсер времён Второй мировой войны.

## История создания
Когда срок службы первого из крейсеров, остававшихся у Германии по Версальскому мирному договору, «Ниобе», подходил к концу, встал вопрос о строительстве корабля, который должен был его заменить.
8 декабря 1921 года на государственной Военно-морской верфи в Вильгельмсхафене был заложен легкий крейсер. Его строительство по разным причинам затягивалось, но 7 января 1925 корабль был торжественно спущен на воду в присутствии командующего флотом Ганса Ценкера. Полученное имя он унаследовал от крейсера времён Первой мировой войны, вдова командира которого, Юта фон Мюллер, во время этой церемонии и нарекла его.
«Эмден» стал первым крупным кораблём германского флота, построенным после Первой мировой войны.

## Служба

### Заграничные походы
Под командованием известного и уважаемого офицера-подводника Лотара фон Арно де ла Перьера «Эмден» совершал заграничные походы с пропагандистскими целями.

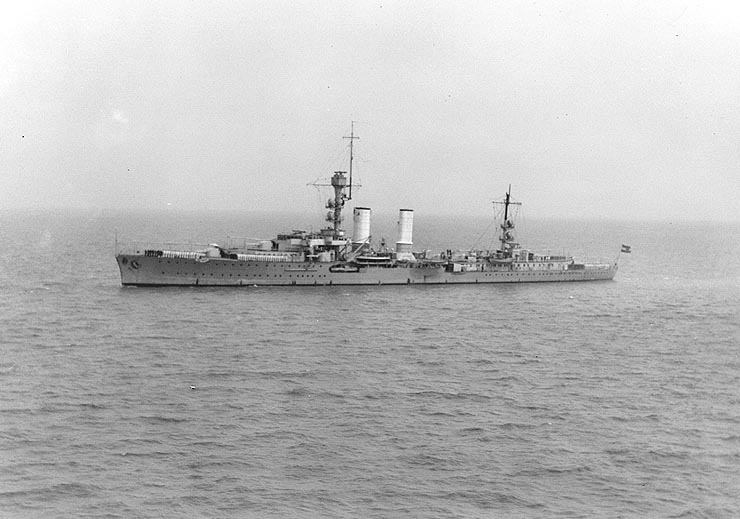
«Эмден» в Китае, 1931 год

### Вторая Мировая война
4 сентября 1939 года «Эмден» был поврежден в Вильгельмсхафене сбитым английским бомбардировщиком. 9 человек погибло, 20 получили ранения. Это были первые жертвы кригсмарине Второй Мировой войны. В 1940 году «Эмден» включён в соединение, которое 8 апреля вошло в Ослофьорд. 10 апреля он прибыл в Осло и служил до 7 июня центром связи всех трёх видов вооружённых сил вермахта. После этого ушёл в Свинемюнде, где снова был использован в учебных целях. Короткие военные задачи чередовались периодами учебного использования.
9 апреля 1945 года в Киле крейсер был сильно повреждён бомбой. 3 мая был затоплен.